# Alois Volkman
Alois Volkman (18. září 1937, Chudobín – 5. ledna 2024, Praha) byl český lékař a básník.
Po maturitě na gymnáziu v Litovli (1955) absolvoval Lékařskou fakultu Univerzity Palackého v Olomouci (1961). V témže roce nastoupil do OÚNZ v Kladně, kde působil jako internista a vedoucí lékař oddělení zdravotní výchovy. Od roku 1968 přešel na venkovský obvod v kraji pod Budčí jako praktický lékař. Byl i osobním lékařem Jaroslava Seiferta.

## Lékař s duší básníka
Básník a lékař Alois Volkman pocházel z rodiny kněze Církve československé husitské. Výchova k víře společně s přírodními krásami rodné Hané se trvale vryly do jeho duše a ovlivnily ho při psaní poezie. Láska k poezii ho svedla dohromady i s českým básníkem Jaroslavem Seifertem.
Narodil se v roce 1937 v Chudobíně u Litovle na faře Církve československé husitské. „Chudobín má velmi zajímavou polohu. Pospolehnut o poslední výběžky Drahanské vrchoviny je zahleděný do Hanáckých rovin až k vrchům Hostýnským a Jeseníkům. To bylo mé klukovské Eldorádo. A jestliže platí, jak píše Thomas Hardy, že velikost života nespočívá ve vnějších okázalostech, nýbrž ve vnitřních prožitcích, kdy vnímavý venkovan žije plnějším a dramatičtější životem než král s hroší kůži, pak přesně takový život jsem prožíval do svých pětadvaceti let na rodné Hané,“ popsal charismatický lékař.

### Běh přes překážky
Život mu však připravil několik nástrah. Ve třech letech onemocněl dětskou obrnou, po níž mu zůstala postižena levá noha. „Postupem let jsem si musel zvykat na svůj handicap a smiřovat se s tím, že nemohu všechno jako druzí," sdělil. „Naučil jsem se však nelitovat toho, co je mi odepřeno, pokud možno to nevnímat a naopak orientovat se a vážit si všeho, co mohu, co je mi dopřáno a tím si svou životní situaci kompenzovat,“ pokračoval. Kromě tělesného handicapu však musel překonávat i mnohem víc. „Dostat se s mým kádrovým profilem na Gymnázium Jana Opletala v Litovli a později na Lékařskou fakultu Palackého univerzity v Olomouci, byl téměř nadlidský úkol," vzpomínal. Nakonec se to ale podařilo a tak se po promoci, již ženatý Alois Volkman stěhuje do Prahy. V roce 1961 nastoupil na své první pracoviště v OÚNZ Kladno.

### Lékař vyslán na měsíc
Po sedmi letech působení v kladenské nemocnici byl v srpnu 1968 vyslán ředitelem nemocnice na měsíc zastupovat obvodního lékaře v blízkých Otvovicích. Vzhledem k událostem z 21. srpna se však jeho měsíční zástup protáhl na dvacet devět let. "Opět to pro mě byla jedna z těch nevyzpytatelných „náhod", že jsem v Otvovicích mohl zůstat a působit jako venkovský lékař v tom půvabném kraji pod staroslavnou Budčí, kam jsem dennodenně z Hanspaulky dojížděl autem,“ napsal ve svých vzpomínkách. "Můj obvod se skládal z vesnic Otvovice, Kováry, Zákolany, Trněný Újezd a Blevice,“ popsal Alois Volkman. "Střediskovou obcí, tedy 'vesničkou mou střediskovou', byly Otvovice. Řada příhod, které jsem zde zažil byla jako vystřižená z tohoto filmu," vzpomíná lékař, který se teprve zde podle svých slov "našel“. „Sloužit v té první linii a z jejích zákopů bojovat proti nemocem, bolestem, tělesným i duševní útrapám a neduhům mě velmi zaujalo, nadchlo, uspokojovalo i naplňovalo pocitem užitečnosti mého poslání," řekl Volkman, který se vždy snažil naplňovat výzvu svého lékařského vzoru, Alberta Schweitzera – „Každý člověk si může ve svých podmínkách a pro své bližní vybudovat své vlastní, třeba malé, ale účelné Lambaréné a sloužit tomu nejcennější – životu a úctě k němu."

### Poezie ve vejcích
V sedmdesátých letech vznikl v Otvovicích z Volkmannovy iniciativy první Dům pečovatelské služby v okrese Kladno. „Byl zařízen pro osmnáct obyvatel. Každý v samostatném pokoji s vlastním nábytkem a vybavením jako doma. Jednou z velmi oblíbených pečovatelek v něm byla maminka Lucie Bílé, paní Zaňáková,“ vzpomenul. "Se svými pacienty bych mohl napsat pokračování populární knížky Vejce a já. Jednou jsem domů přivezl dvacet vajec, pěkně zabalených do novin a když je manželka rozbalovala, našla na jedné novinové stránce moji uveřejněnou báseň. Tak vidíš, povídám, z čeho všeho se může poezie vyklubat.“

### Na křídlech Pegasa
Kromě medicíny se věnoval od mládí i psaní poezie. Na svém kontě má víc než čtrnáct básnických sbírek. Jeho láska k poezii ho svedla dohromady s básníkem a nositelem Nobelovy ceny, Jaroslavem Seifertem, se kterým ho pojilo upřímné přátelství. „Od roku 1983 jsme se vídali a setkávali každý pátek, ten jsme si pro sebe rezervovali. Jednou jsme byli více lékař s pacientem, jindy přítel s přítelem nebo zase krajan s krajanem, a to proto, že jsem působil na Kralupsku v tom spanilém kraji, kde básník prožíval své dětství a jinošství u dědečka a babičky Borutových v Kralupech. V těch Kralupech, které zůstaly po celý život v jeho srdci, jako srdce básníkovo zůstává dnes v nich. Mohl bych vyprávět o mnoha zážitcích z našich setkávání. Některé jsem popsal ve druhé části sbírky Silent Musae (Múzy mlčí), kterou jsem vydal na paměť Jaroslava Seiferta", uvedl Volkman k setkávání s Jaroslavem Seifertem. Jak do jejich přátelství zasáhla StB je pojednáno níže.  
O vztahu medicíny a poezie Volkman řekl: „Už jsem se k tomu víckrát vyjadřoval. Obrazně řečeno, můj Aeskulap potřebuje svého Pegasa, bez něhož by se těžko trmácel světem pěšky. Na druhé straně je mu Aeskulap prospěšný jako jeho jezdec i ošetřovatel. V jedné úvaze o vztahu medicíny k životu jsem napsal: Medicína je velkou ctitelkou, průvodkyní i družkou života. On je její první a největší láskou, mnohdy vrtkavou, nestálou a někdy i zrádnou. Ale ona se ho za žádných okolností nevzdá. Chce mu nesobecky sloužit, ochraňovat jej i rozmnožovat. Je to hluboký milostný vztah, žádné chvilkové poblouznění, které opadne. Naopak věkem se ti dva více přitahují, potřebují, spoléhají na sebe, jsou si věrnější i prospěšnější. No a já se pokouším, tento úctu vzbuzující poměr medicíny k životu, objevovat, interpretovat i mu vzdávat hold ve své poezii," vysvětlil. A další důvod, který ho vedl k psaní? „Poezie je má psychoterapeutka. Je to pojistný ventil mého emotivního přetlaku, protože člověk píše z přetlaku různých zážitků, situací, pocitů i událostí v osudech lidí i svých vlastních. Naprosto pregnantně to vyjádřil jeden francouzský lyrik: Poezii píšeme proto, že cítíme nutnost uvést řád do vnitřního citového nepořádku,“ dodal. Sám se přitom podle svých slov často přistihl, že to byl ten nejčastější důvod vzniku jeho poezie.

### O spolupráci s StB
Od roku 1984 se Alois Volkman pravidelně každý pátek stýkal s Jaroslavem Seifertem. Jeho návštěvy autem u Seifertů byly dlouhodobě předmětem zájmu StB. V červenci 1985 (tedy po roce a půl pravidelných návštěv) zorganizoval Seifertův zeť ing. Plichta setkání amerického básníka Galwey Kinnela s některými ne prorežimními literáty, kam byl Volkman také pozván a kde byl přítomen i kulturní rada amerického velvyslanectví William P. Kiehl. Právě toto setkání vyústilo v předvolání na policii, kde byl Volkman vyslýchán pracovníky StB, kteří mu sdělili, že svou výpovědí by mohl utlumit tlak, který byl na básníka vyvíjen.
Následná "spolupráce" spočívala v osmi setkáních, kde Volkman dvakrát podepsal krátké záznamy své výpovědi, ve kterých nikoho nepoškodil, tím méně J. Seiferta. O těchto setkáních věděl Seifert i jeho rodina, ale také mnozí přátelé. Seifertovým úmrtím kontakty Aloise Volkmana s StB končí.
Volkman o své "spolupráci" vždy otevřeně hovořil. Zdůvodňoval ji právě snahou básníka, který v té době už nebyl v dobrém zdravotním stavu, uchránit jej  případného nátlaku StB a možné perzekuce, což ze spisu vyplývá. Pravdivost Volkmanovy výpovědi potvrdila nejenom dcera J. Seiferta Jana, ale i vyšetřovatel StB P. Beníšek. Jejich originální výpovědi i celý spis je přístupný na Volkmanových webových stránkách

## Literární dílo

### Publikace
Alois Volkman publikoval mnoho sbírek. Zde jsou některé z nich:
- Malá vizita (1976, Mladá fronta)
- Tlak mé krve (1979, Mladá fronta)
- Bez receptů (1983, Mladá fronta)

- To je věc (1987, Mladá fronta).
- Znovuzrození (1990, Luxpress)
- Ptám se svých slov (1991, Luxpress)
- Silent musae (1991, soukromý tisk)
- Stáčení podzimu (1994, Blok)
- PokRok rodiny (1994, Blahoslav)
- K prahu domova (1998, Městský klub Litovel)
- Nepovinný předmět poezie (2002, Gymnázium Ivana Olbrachta Semily a Gymnázium Jana Opletala Litovel)
- Chyť se za nos člověče (2004, Fontána)
- Via Crucis (2005, Náboženská obec CČSH Vršovice)
- Terče-to (2007, Ostrov)
- Námluvy Aeskulapovy (2009, Ostrov)
- In memoriam (2010, Náboženská obec CČSH Vršovice)
- Stopy co doby tropí (2012, Primus)

### Soukromé tisky
Kromě linie „velkých“ básnických sbírek publikoval Volkman řadu soukromých tisků a bibliofilií.
- Jediná (2001)

- A.D.A.V. (2007).
- Jednadvacet plus jeden okupačních srpnů (2008)

## Ukázka z díla
Domů na Hanou vlakem (rodičům)
Barevné lužní lesy za Litovlí
tvoříte špalír podél trati
jímž marnotratní ztracenci
se jako v podobenství vrátí.
Byť i náš život z drah svých vykolejil
neuhne Země z dráhy dané.
Přes prahy pražců k prahu domova
syn mířit nepřestane.

—A. Volkman, 